# Гробницы императоров династии Мин

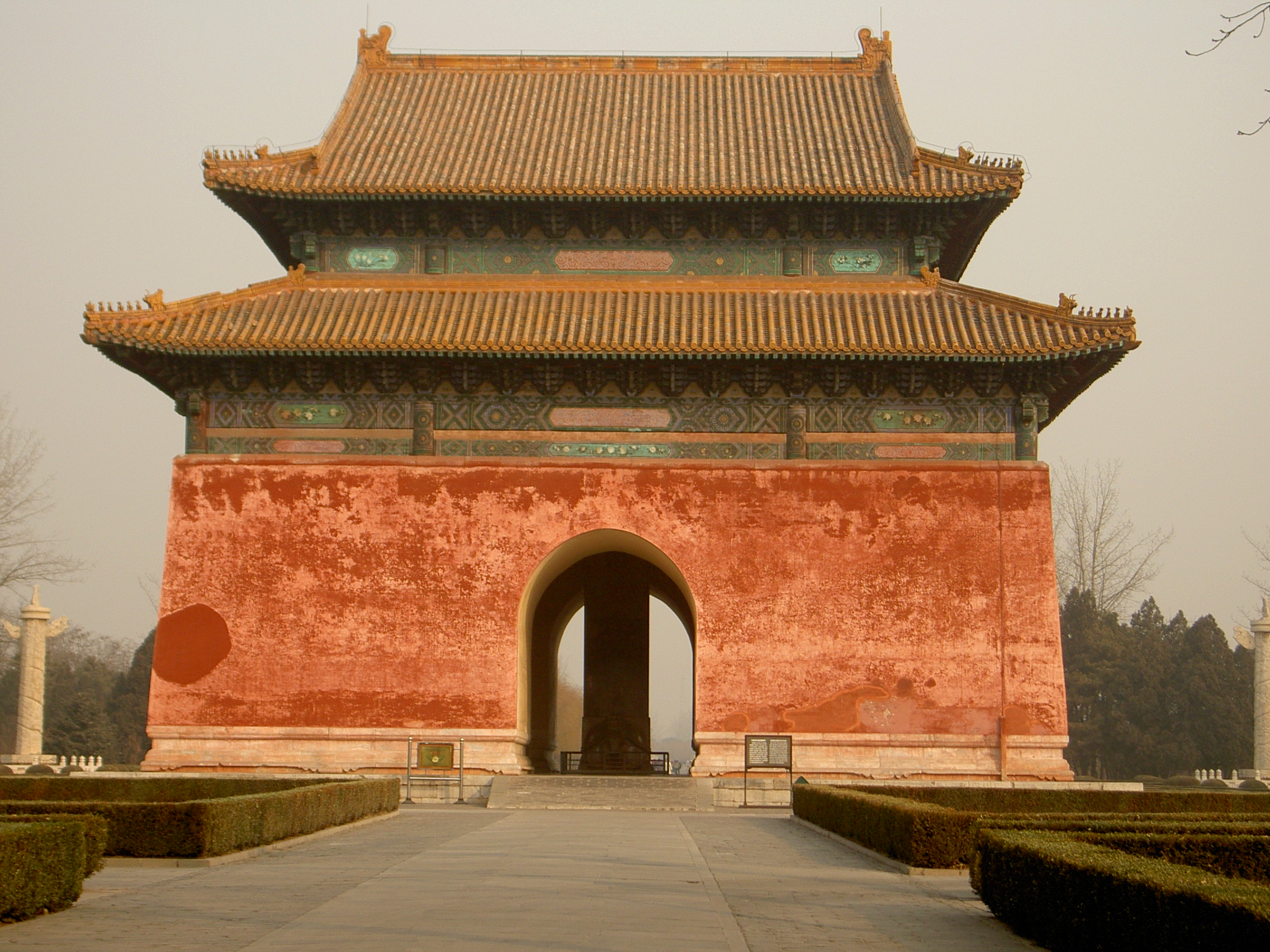
Квадратный павильон с черепаховой стелой у входа в погребальный комплекс. (Аналог павильона Сыфанчэн в Нанкине)

Гробницы правителей империи Мин (Шисаньлин, кит. упр. 明十三陵, пиньинь Ming shisan ling, палл. Шисань лин, буквально: «Тринадцать минских гробниц») — комплекс мавзолеев тринадцати императоров китайской империи Мин (XV—XVII вв.) (начиная с третьего императора, Чжу Ди). Комплекс расположен на склонах гор Тяньшоу в Чанпинском районе Пекина в 42 км к северо-западу от центра города. Первая гробница (мавзолей Чанлин) начала строиться в 1409 году.
Площадь некрополя составляет около 40 км².
Этот мавзолейный комплекс — один из основных компонентов памятника Всемирного наследия «Гробницы императоров династий Мин и Цин», в который также включен мавзолей Сяолин первого минского императора Чжу Юаньчжана (вблизи его столицы, Нанкина), гробницы некоторых других минских деятелей, а также мавзолеи цинских императоров в Маньчжурии и под Пекином. Заметим, что второй минский император, Чжу Юньвэнь, мавзолея не имеет в связи с обстоятельствами его смещения третьим императором, Чжу Ди.
Место для захоронения было выбрано императором Чжу Ди после того, как он перенёс столицу Китая из Нанкина в Пекин. Ему пришлось по душе то, что участок защищён от «губительных влияний севера» горной цепью. Расположение императорских могил также является классическим воплощением принципов фэншуя. Тринадцать мавзолеев расположены на одном участке, отгороженном от посторонних глаз высокой стеной, и имеют общую «священную дорогу» (шэньдао), уставленную статуями реальных и мифических животных. Мавзолеи императоров также были ограждены.
После взятия Пекина маньчжурами в 1644 году комплекс был частично разрушен. В середине XVIII века проводилась реконструкция.
В XX веке три гробницы были вскрыты и исследованы археологами, однако в 1989 году археологические изыскания на территории комплекса были прекращены и с тех пор не возобновлялись.